# 中津川市立苗木小学校
中津川市立苗木小学校（なかつがわしりつ なえぎしょうがっこう）とは、岐阜県中津川市にある公立小学校。

## 就学区域
- 苗木地区の一部[1]
  - 苗木
  - 瀬戸地域（野久保・中屋・中平・梅平・前鼻を除く）

## 沿革
- 1869年（明治2年） - 苗木藩の藩校日新館が開校[注釈 1]。
- 1872年（明治5年） - 日比野村[注釈 2]に日新義校が開校。
- 1873年（明治6年） - 日新義校が文部省の認可を受ける。後に日新学校に改称する。
- 1875年（明治8年） - 瀬戸村上地[注釈 3]に上地学校が開校。
- 1877年（明治10年）6月 - 報国学校が日新学校瀬戸分校となる。
- 1884年（明治17年） - 上地学校が日新学校に統合される。
- 1886年（明治19年） - 苗木尋常高等小学校に改称する。瀬戸分校が瀬戸尋常小学校として独立する。
- 1890年（明治23年）7月1日 - 苗木村と瀬戸村が合併し、苗木村が発足。
- 1891年（明治24年）10月24日 - 町制施行し、苗木町となる。
- 1941年（昭和16年）4月1日 - 苗木国民学校に改称する。
- 1942年（昭和17年）11月 - 瀬戸国民学校を統合する。瀬戸分教場を設置。
- 1947年（昭和22年）4月1日 - 苗木町立苗木小学校に改称する。
- 1951年（昭和26年）4月1日 - 中津町と合併し中津川町が発足。同時に中津川町立苗木小学校に改称する。
- 1952年（昭和27年）4月1日 - 中津川町が市制施行、中津川市となる。同時に中津川市立苗木小学校に改称する。
- 1974年（昭和49年）3月 - 瀬戸分校を廃止。

## 卒業生
- 可児徳 - 体育学者、ドッジボールを初めて日本に紹介した人物の1人[2]